# Wianos
Wianos (gr. Δήμος Βιάννου, Dimos Wianu) – gmina w Grecji, na Krecie, w administracji zdecentralizowanej Kreta, w regionie Kreta, w jednostce regionalnej Heraklion. Siedzibą gminy jest Ano Wianos. W 2011 roku liczyła 5563 mieszkańców.